# صبري غاربي
 صبري غاربي (1987 الجزائر) هو لاعب كرة قدم جزائري.

## روابط خارجية
- صبري غاربي على موقع قاعدة بيانات كرة القدم.إي يو (الإنجليزية)
- صبري غاربي على موقع Soccerway.com (الإنجليزية)